# Espagnol bolivien
L'espagnol bolivien (espagnol : español boliviano) est la variante de l'espagnol employée en Bolivie. Dans la région orientale de la Bolivie, qui occupe des territoires chauds, l'utilisation du castillan comme langue maternelle tend à être plus élevée que dans les départements montagneux de la région occidentale, où les langues indigènes telles que le quechua et l'aymara comptent un plus grand nombre de locuteurs de langue maternelle que l'espagnol.

## Caractéristiques
Différentes études sociolinguistiques divisent l'espagnol bolivien en deux régions et trois zones dialectales,. Il couvre la partie occidentale du pays, y compris le plateau du Collao, les chaînes de montagnes andines, la région de la vallée et les Yungas. Il fait partie du super-dialecte andin pasto parlé depuis, en Colombie, jusqu'au nord-ouest de l'Argentine, en passant par les hauts plateaux de l'Équateur et du Pérou.